# Chariton der Bekenner

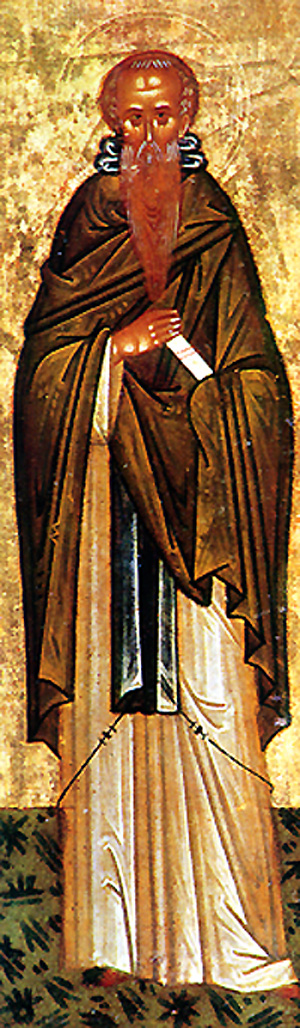
Chariton der Bekenner

Chariton der Bekenner (* in Ikonien in Kleinasien; † um 350 angeblich in der Laura Pharan bei Jericho) war ein Eremit, Asket und Heiliger. Sein Gedenktag in der römisch-katholischen Kirche und den orthodoxen Kirchen ist der 28. September.

## Leben
Auf Chariton (altgriechisch Χαρίτων Charítōn: ‚der Begnadete‘) gehen verschiedene Einsiedlergemeinschaften und Klöster im Süden Palästinas zurück. Er gilt als Begründer des Mönchtums in der Wüste Juda.
Der Überlieferung zufolge wurde er auf einer Pilgerreise ins Heilige Land von Räubern gefangen genommen, aber eine Schlange kroch in eine ihrer Weinflaschen und vergiftete den Wein, so dass alle Entführer umkamen und Chariton freikam. Daraufhin zog er sich um 330 in eine Laura (Einsiedelei) zurück, aus der später das Kloster Pharan Laura im Wadi Qelt bei Jericho entstand. Nach einigen Jahren zog er sich vor dem Zustrom seiner Anhänger zurück und gründete um 340 das Kloster Duka auf dem Berg der Versuchung bei Jericho und zwischen 340 und 350 das Kloster Sukka („alte Laura“) in dem nach ihm benannten Wadi Chureton (hebräisch Nachal Tekoa, „Tekoa-Schlucht“) bei Betlehem. Alle drei Klöster wurden 614 von den Persern zerstört, das Kloster Duka wurde seit 1875/95 als griechisch-orthodoxes Kloster Sarandarion wiederbesiedelt.
Chariton zog sich in eine Höhle zurück und kehrte kurz vor seinem Tod in die Laura Pharan zurück. Seine Schüler Euthymius der Große (377–473) und Theoktistos († 467), die 406 bis 411 in Pharan waren, gründeten nach seinem Vorbild weitere Lauren in der judäischen Wüste.